# (35121) 1992 EP8
1992 EP8 (asteroide 35121) é um asteroide da cintura principal. Possui uma excentricidade de 0.11357180 e uma inclinação de 4.01990º.
Este asteroide foi descoberto no dia 2 de março de 1992 por UESAC em La Silla.